# Eriodu
Eriodu (o Eriyodu, Eriyodi) è una suddivisione dell'India, classificata come town panchayat, di 7.866 abitanti, situata nel distretto di Dindigul, nello stato federato del Tamil Nadu. In base al numero di abitanti la città rientra nella classe V (da 5.000 a 9.999 persone).

## Geografia fisica
La città è situata a 10° 31' 60 N e 78° 4' 0 E e ha un'altitudine di 260 m s.l.m..

## Società

### Evoluzione demografica
Al censimento del 2001 la popolazione di Eriodu assommava a 7.866 persone, delle quali 4.014 maschi e 3.852 femmine. I bambini di età inferiore o uguale ai sei anni assommavano a 872, dei quali 445 maschi e 427 femmine. Infine, coloro che erano in grado di saper almeno leggere e scrivere erano 5.169, dei quali 3.049 maschi e 2.120 femmine.